# Крістіна Бонташ
Крістіна Бонташ  (рум. Cristina Bontaş, 5 грудня 1973) — румунська гімнастка, олімпійська медалістка.

## Виступи на Олімпіадах
| Олімпіада      | Дисципліна        | Місце             |
| -------------- | ----------------- | ----------------- |
| Барселона 1992 | абсолютний залік  | 4                 |
| Барселона 1992 | командний залік   | 2                 |
| Барселона 1992 | вільні врави      | 3T                |
| Барселона 1992 | опорний стрибок   | 16 (кваліфікація) |
| Барселона 1992 | різновисокі бруси | 8T (кваліфікація) |
| Барселона 1992 | колода            | 4                 |